# إدموند نيك
إدموند نيك (بالألمانية: Edmund Nick)‏ هو موزع وملحن ألماني، ولد في 22 سبتمبر 1891 في ليبيريتس في التشيك، وتوفي في 11 أبريل 1974 في غيريتسريد في ألمانيا.

## وصلات خارجية
- إدموند نيك على موقع IMDb (الإنجليزية)
- إدموند نيك على موقع مونزينجر (الألمانية)
- إدموند نيك على موقع ألو سيني (الفرنسية)
- إدموند نيك على موقع ميوزك برينز (الإنجليزية)
- إدموند نيك على موقع أول موفي (الإنجليزية)
- إدموند نيك على موقع ديسكوغز (الإنجليزية)
- إدموند نيك على موقع كينوبويسك (الروسية)